# Кустова Марія Георгіївна
Марія Георгіївна Кустова (1903, Севастополь — 1990) — екскурсовод, етнограф, директор Бахчисарайського музею.

## Біографія
Закінчила Бахчисарайську школу. Стала учасником більшовицької революції, наприкінці 1917 року працювала писарем Бахчисарайського ревкому, де оформлювала дозволи на в'їзд та виїзд із міста. Разом зі старшим братом Євгеном була агітатором армії Фрунзе. 1923-го одружилася і народила доньку.
За три роки пройшла курси екскурсоводів директора Бахчисарайського музею Усеїна Боданінського. Працювала в Алушті та в Бахчисараї. У 1930–1931 заочно закінчила московський факультет культурно-просвітницької роботи Комуністичного університету, згодом підвищувала свою кваліфікацію у Тбілісі та Батумі. Закінчила курси методистів-організаторів. Перед початком війни обробила та видала збірку легенд і казок кримських татар, після початку бойових дій евакуювалася до Казані.

### Бахчисарайський музей
У 1944 році стала директором Бахчисарайського музею. Попередній відомий керівник, Усеїн Боданінський, був розстріляний поряд з іншими видатними діячами кримськотатарського культурного відродження ще до початку війни. Посаду Марія Кустова обіймала до 1960 року.
За її головування продовжився збір та збереження музейної колекції. Завдяки володінню кримськотатарською, директорка займалася перекладанням та колекціонуванням усної народної творчості. Кустова була науковцем і дослідником. У 1956 році вона склала кандидатський мінімум з французької мови.
Кустова проводила реставрацію Ханського палацу. У 50-х роках нею були залучені фахівці київської реставраційної майстерні. Саме тоді у «Фонтанному дворику» на північній і південній стінах були розкриті розписи XVI століття. «Золотий фонтан» був очищений від олійних фарб, та отримав нове сухозлітне золото.
1 жовтня 1957 відбулася передача музею частини колекції Державного Ермітажу: 489 предметів етнографії, нумізматики, традиційного одягу, предметів ткацтва і вишивки, а також меблів, килимів, посуду. Деяку зброю музей отримав з Артилерійського музею Москви. Усього ж колекція поповнилася 790-а матеріалами з російських збірок. З музеїв України було привезено 109 творів декоративно-прикладного мистецтва, роботи Миколи Самокиша та Івана Їжакевича. Не всі предмети, передані у фонди музею, відповідали тематиці. Пізніше частина колекції 60-х була передана іншим установам.